# Alchemilla depexa
Alchemilla depexa är en rosväxtart som beskrevs av Sergei Vasilievich Juzepczuk. Alchemilla depexa ingår i släktet daggkåpor, och familjen rosväxter. Inga underarter finns listade i Catalogue of Life.